# Свердловская ТЭЦ
Свердловская ТЭЦ — старейшая тепловая электростанция (теплоэлектроцентраль) Свердловской области России, расположенная в городе Екатеринбурге. Входит в состав Свердловского филиала ПАО «Т Плюс».
Свердловская ТЭЦ поставляет электрическую энергию и мощность на оптовый рынок электрической энергии и мощности. Является крупным источником тепловой энергии для системы централизованного теплоснабжения Екатеринбурга. Установленная электрическая мощность — 24 МВт, тепловая — 1336 Гкал/час.

## История
Свердловская ТЭЦ была спроектирована для снабжения тепловой и электрической энергией строящегося Уральского завода тяжелого машиностроения и жилого посёлка при нём. Строительство Свердловской ТЭЦ началось в 1930 году. Пар на отопление был подан уже в 1931 году, а 1932 году введён в эксплуатацию первый турбогенератор мощностью 5,1 МВт. Для первой очереди было выбрано импортное оборудование, приспособленное для сжигания торфа.
В 1965 году начался перевод котлов на сжигание природного газа. В 1987 году электростанция полностью перешла на газ.
До 1963 году станция находилась в составе Уралмашзавода, на территории которого она расположена, затем передана на баланс РЭУ «Свердловэнерго». В ходе реформы РАО ЕЭС России Свердловская ТЭЦ вошла в состав ТГК-9, позднее присоединённой к ОАО «Волжская ТГК». В 2015 году объединённая компания была переименована в ПАО «Т Плюс».

## Описание
Энергосистема Свердловской области работает в составе объединенной энергосистемы Урала. Установленная электрическая мощность Свердловской ТЭЦ на начало 2019 года составляет 24 МВт.
ТЭЦ работает в режиме комбинированной выработки электрической и тепловой энергии, при этом выработка электроэнергии определяется тепловым графиком. Является одним из основных источников тепловой энергии для системы централизованного теплоснабжения Екатеринбурга. Установленная тепловая мощность станции — 1336 Гкал/ч.
Тепловая схема ТЭЦ — с поперечными связями. Основное оборудование включает:
- 6 энергетических (паровых) котлов:
  - один НЗЛ-800 на давление 3,3 МПа;
  - по одному котлу ТП-150 и ТП-34 на давление 3,5 МПа;
  - три котла БКЗ-75-39ГМ на давление 3,9 МПа;
- 2 противодавленческих турбоагрегата на низкие параметры свежего пара:
  - ПР-12-34/10/1,0;
  - ПР-12-35/11/1,2;
- 8 водогрейных котлов:
  - 6 котлов ПТВМ-100;
  - 2 котла КВГМ-180.

В качестве основного топлива используется магистральный природный газ, резервное топливо — мазут. Вода на технические нужды поступает из общегородской сети.